# Greifenstein (Gemeinde St. Andrä-Wördern)
Greifenstein ist ein Uferzeilendorf nordwestlich von Klosterneuburg am rechten Donauufer mit 193 Einwohnern (Stand 2024). Es gehört zur niederösterreichischen Marktgemeinde St. Andrä-Wördern und ist mit dem Nachbarort Altenberg zusammengewachsen.
Bekannt ist das Dorf durch die Burg Greifenstein und das Donau-Laufkraftwerk Greifenstein.

## Geografie
Das Dorf liegt südlich der Donau an der Landesstraße L118 und hat eine Fläche von 3,97 km². Im Ort zweigt die L2009 nach Hadersfeld ab.

## Geschichte
Greifenstein wurde urkundlich 1135 erwähnt und war mit seiner Burg der östliche Eckpfeiler der passauischen Besitzungen.
Laut Adressbuch von Österreich waren im Jahr 1938 in der Ortsgemeinde Greifenstein zwei Bäcker, ein Fleischer, vier Gastwirte, zwei Gemischtwarenhändler, ein Kaffeehaus, zwei Milchhändler, ein Obst- und Gemüsehändler, ein Papierwarenhändler, ein Schneider und zwei Schuster ansässig.
Im Zuge der Gemeindereform wurde die Gemeinde Greifenstein 1972 mit den Gemeinden St. Andrä vor dem Hagenthale, Wördern, Hintersdorf und Kirchbach zur Marktgemeinde St. Andrä-Wördern zusammengefasst.

## Öffentliche Einrichtungen
In Greifenstein befindet sich eine Volksschule.

## Sehenswürdigkeiten
- Filialkirche[5] Maria Sorg: Die Filial- (seit 2013) und Wallfahrtskirche wurde in den Jahren 1953 bis 1966 nach Plänen von Hans Petermair in dominanter Hochlage über der Donau errichtet. Der Sakralbau mit einem vorgestellten Nordturm hat durch das klobige Mauerwerk einen „Gottesburgcharakter“.[1]

- Burg Greifenstein: Die Burg ist eine auf einem hoch aufragenden Felsvorsprung am nordöstlichsten Punkt des Wienerwaldes – somit die nordöstlichste Burg der Alpen – um 1100 erbaute hochmittelalterliche Anlage. 1477 wurde sie von Matthias Corvinus (1443–1490), König von Ungarn und Kroatien, erobert und 1529 im Zuge der Ersten Wiener Türkenbelagerung von den Türken. Noch im 17. Jahrhundert wurde sie ausgebaut. Infolge der von Kaiser Joseph II. (1741–1790) eingeführten Dachsteuer Ende des 18. Jahrhunderts trat ein Verfall ein. 1818 wurde die Burganlage von Johann Joseph Fürst von Liechtenstein (1760–1836) wieder instand gesetzt, nachdem er sie 1807 erworben hatte.[1]

- Kraftwerk Greifenstein: Das Laufkraftwerk wurde von der Österreichischen Donaukraftwerke AG als achte Staustufe der Donau in Österreich in den Jahren 1981 bis 1985 errichtet und steht heute im Besitz der VERBUND Hydro Power GmbH. Die rund 450 m breite Staustufe staut die Donau bei Stromkilometer 1.949,18 m auf einer Länge von rund 31 km und einer Höhe von maximal 12,6 m. Die Anlage besteht gesamt aus zwei Schleusen, einer Wehr mit 6 Wehrfeldern und einem Maschinenhaus mit 9 Maschinensätzen mit je einer Turbine und einem Generator. Das Kraftwerk liefert eine Engpassleistung von 293 Megawatt.[6]

## Freizeit
Der Donau-Altarm mit seinen Liegewiesen und Badebuchten ist ein mit der S40 oder über den Donauradweg leicht zu erreichendes Wiener Naherholungsgebiet. Es besteht die Möglichkeit für Fahrten mit dem Tretboot. Die Liegeplätze an der Nordseite des Gewässers werden auch gerne zum FKK-Baden genutzt.

## Bildergalerie

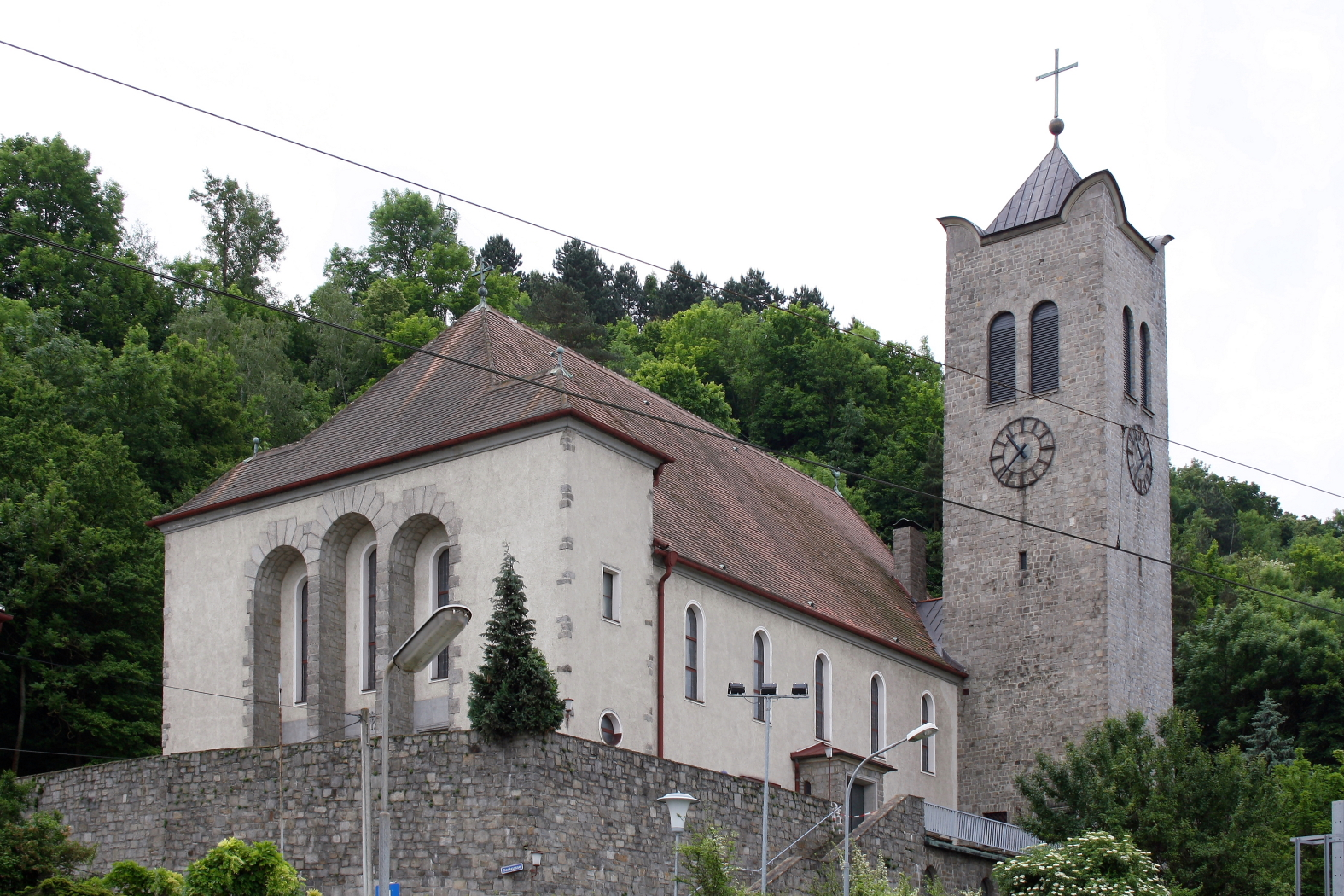
Die Filialkirche Maria Sorg mit dem mächtigen Kirchturm
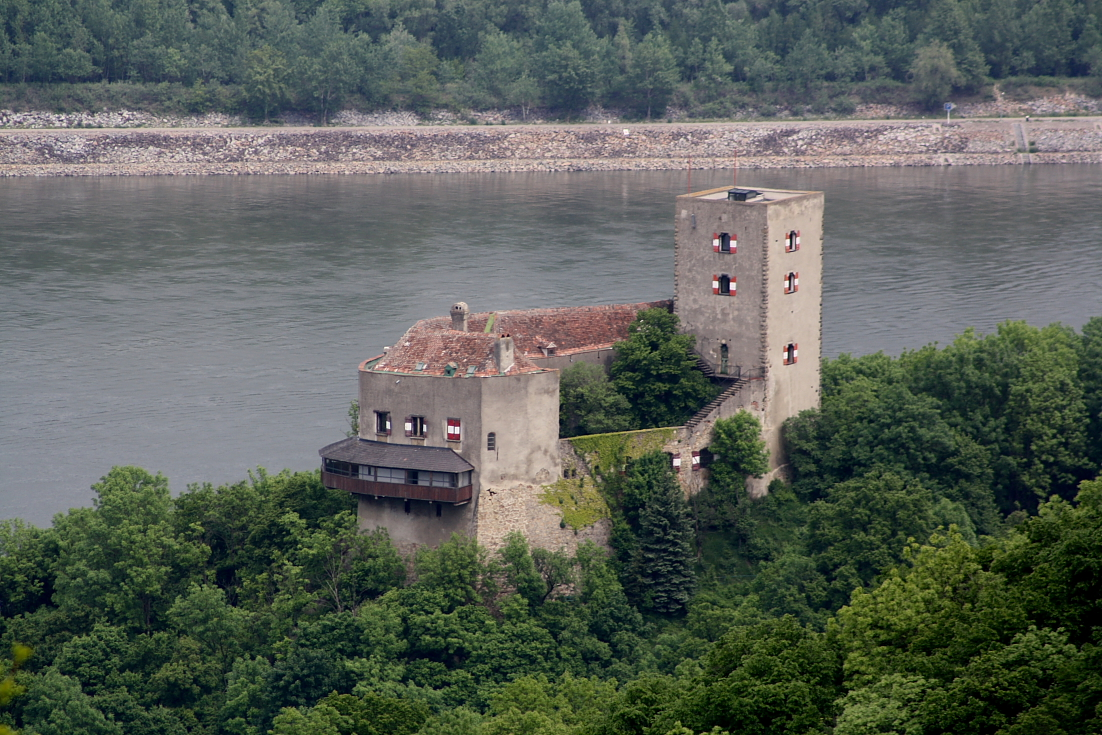
Die Burg Greifenstein (von der Tempelbergwarte aus gesehen)
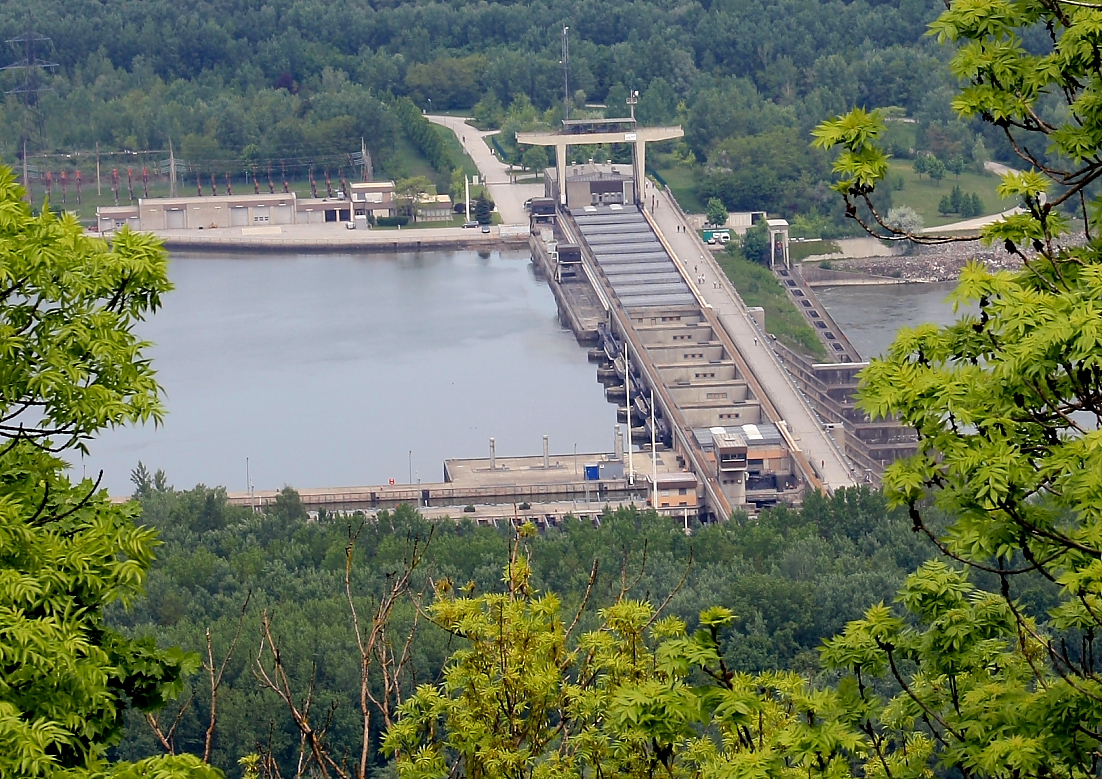
Das Donaukraftwerk Greifenstein (von der Tempelbergwarte aus gesehen)